# Mitja Ribičič

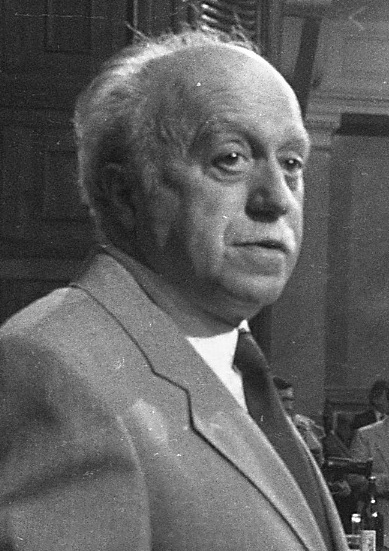
Mitja Ribičič

Mitja Ribičič (19 de maio de 1919-28 de novembro de 2013) foi um oficial comunista esloveno e político iugoslavo. Foi o único primeiro-ministro esloveno da República Socialista Federativa da Iugoslávia (1969-1971). Entre 1945 e 1957, esteve no topo do sistema repressivo na Eslovênia, e foi acusado de violações dos direitos humanos e crimes contra a humanidade.